# Османско-немачки споразум
Османско-немачки савез је успостављен између Османског царства и Немачког царства 2. августа 1914. године. То је узајамно савезништво које је увело Османско царство у Први светски рат на страни Централних сила.
У Османском царству је постојао покрет који је заговарао савезништво са Француском и Уједињеним Краљевством. Људи попут Талат-паше фаворизовали су савезничке силе. Међутим, било је немогуће бити у савезу са Француском, јер је главни савезник Француске била Русија, дугогодишњи непријатељ Османског царства.
Султан Мехмед V је тражио да његово царство остане по страни али притисак Немачке и Мехмедових саветника водили су да Османско царство буде у савезу са Централним силама.
Немачкој је било потребно Османско царство. Оријент експрес водио је директно у Истанбул од 1889. године, а пре избијања рата постојали су планови да се продужи до Анадолије и Багдада. Ово би појачало везе Османског царства са индустријализацијом Европе, а у исто време би Немчкој дало лакши приступ афричким колонијама и трговању са Индијом. Како би зауставила придруживање Османског царства силама Тројна антанта, Немачка је охрабрила Румунију и Бугарску да приђу Централним силама.
Тајни споразум је потиписан 2. августа 1914. године, са уласком у рат на страни Централних сила један дан након што Немачка објави рат Русији. Савезништво је било ратификовано од већег броја турских званичника, укључујући Великог везира Саид Халим Пашу, министра рата Енвер-пашу, министра унутрашњих послова Талат-паше и председника парламента Халил-бега.
Међутим није било потписа од стране Султана. С обрзиром да је Султан био главнокомандујући османске војске, као што је било написано у уставу, ово је довело у питање легитимности савезништва. Султан није желео да потпише споразум, јер је желео да Османско царство остане неутрално.